# Kalderimi

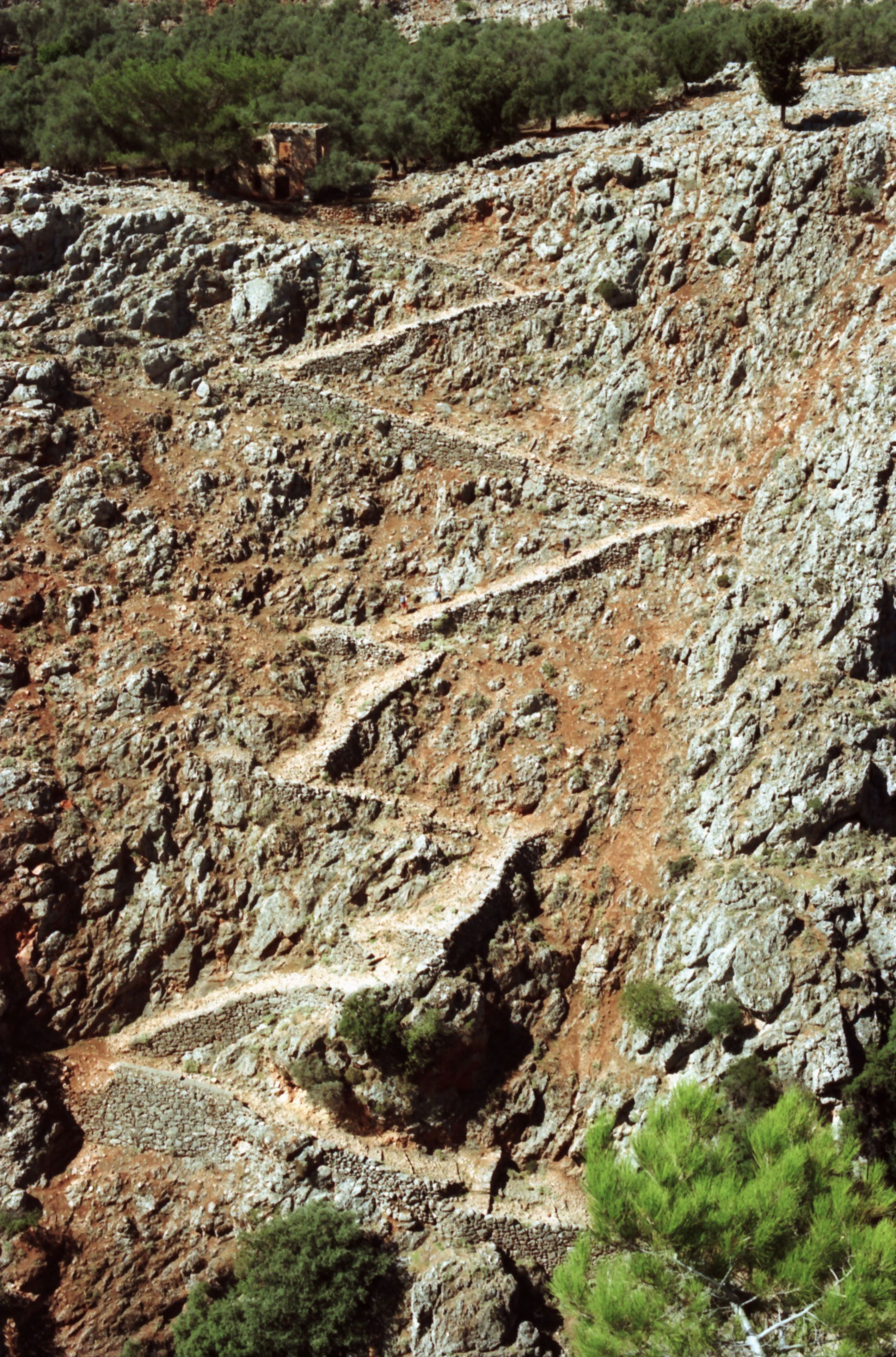
Kalderimi durch die Aradena-Schlucht auf Kreta

Ein Kalderimi (griechisch καλντερίμι (n. sg.), Mehrzahl Kalderimia) ist ein gepflasterter Saumpfad in Griechenland. Die sorgfältig angelegten Wege sind mindestens 300, wahrscheinlich aber über 1000 Jahre alt. In vom Straßenverkehr weniger erschlossenen Gebieten, etwa auf Kreta, findet sich noch heute ein dichtes Kalderimi-Netz.

## Geschichtliches
Die Entstehungszeit der Wege ist ungeklärt.
Die Herkunft des Wortes Kalderimi aus dem Türkischen (türkisch kaldırım „Fußweg“) lässt viele vermuten, die Wege seien in der „Türkenzeit“ (1669–1898) errichtet worden. Lange Zeit überwog jedoch die Überzeugung, dass das türkische Wort seinerseits von altgriechisch καλλιδρόμος kallidromos abstammt („guter Laufweg“, von καλός δρόμος kalos dromos). Auch das türkische etymologische Online-Wörterbuch Nişanyan Sözlük gab diese Herkunft an. Dieses ist jedoch inzwischen davon abgerückt (Stand 2024) und führt es auf den türkischen Wortstamm kaldır- für „heben“ zurück.
Sollte die ältere Überzeugung zutreffen, ließe dies eher vermuten, dass die Osmanen derartige Wege bei den Byzantinern kennenlernten und später Bau und Unterhaltung systematisierten. Vermutlich sind die Kalderimia aber nicht älter als die byzantinische Zeit (ab 395), da in der griechischen Antike eher Fahrstraßen üblich waren und Fälle dokumentiert sind, in denen solche Straßen von modernen Kalderimia durchschnitten werden. Dazu passt, dass in byzantinischer Zeit das Transportwesen von Fahrzeugen auf Packtiere umgestellt wurde.
Nach anderer Meinung gab es bereits in der Antike ein enges Netz von Saumpfaden, auf dem der Großteil des Warentransports abgewickelt wurde.

## Verbreitung und Bedeutung
Kreta ist von einem Kalderimi-Netz durchzogen, dessen Länge auf mehrere tausend Kilometer geschätzt wird und alle Dörfer, Siedlungen, Kapellen, Burgen und Almen verbindet. Vier Wege durchqueren sogar die Lefka Ori.
Der Kalderimi durch die Imbros-Schlucht, damals die einzige Verbindung zwischen Askifou und der Südküste, diente 1941 den Alliierten nach der Schlacht um Kreta als Rückzugsweg; zwar mussten sie alles schwere Gerät zurücklassen, konnten aber den größten Teil ihrer Truppen in Chora Sfakion ausschiffen.
Berühmtester Kalderimi ist die Querung der Aradena-Schlucht auf Kreta. Auch in vielen anderen Gebieten Griechenlands finden sich gut erhaltene Kalderimia (siehe Weblinks).
Ist ein Ort nur von Maultieren über einen Kalderimi erreichbar, begrenzt dies Größe und Gewicht der Gegenstände, die nach oder von dort unzerlegt transportiert werden können. Der schwerste nicht-lokale Gegenstand, der bei Untersuchungen in der kretischen Sfakia jemals gefunden wurde, war die 90 kg schwere gusseiserne Platte einer Olivenpresse.

## Bauweise
Die aufwändigsten Kalderimia, vor allem in Schluchtquerungen, weisen eine Breite von 4 m auf, sind mit glatten Steinen sorgfältig gepflastert und mit Seitenmauern gesichert. Daneben finden sich auch befestigte Wege geringeren Standards. In offenem Gelände mit geringerer Steigung kann die Befestigung auch völlig fehlen.

## Erhaltung
Da die Kalderimia seit Ende des 18. Jahrhunderts nicht mehr unterhalten werden, sind sie von Erosion bedroht, vor allem dort, wo sie Abflussrinnen kreuzen. Wesentlich größer ist die Gefahr durch den modernen Straßenbau, der sich umstandslos ihrer Trassen bedient oder sie durch Abraummaterial verschüttet. Vereinzelt wurden im Rahmen des LEADER-Projekts der EU Kalderimia restauriert, so zwischen Loutro und Anopoli. Doch generell ist das Verständnis für die Erhaltung dieses kulturellen Erbes bislang gering.